# フリードリヒ・カール・フォン・エーベルシュタイン

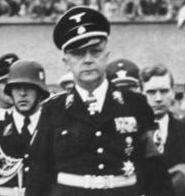
1938年のエーベルシュタイン

フリードリヒ・カール・フライヘア（男爵）・フォン・エーベルシュタイン（Friedrich Karl Freiherr von Eberstein、1894年1月14日－1979年2月10日）は、ナチス・ドイツの親衛隊（SS）の将軍。最終階級は親衛隊大将、武装親衛隊大将および警察大将。爵位は男爵。英語風に「エバーシュタイン」という片仮名訳も存在する。

## 経歴

### ドイツ帝国時代
ドイツ帝国プロイセン王国ザクセン州の都市ハレ・アン・デア・ザーレに生まれる。父は退役陸軍少佐エルンスト・フォン・エーベルシュタイン男爵、母はその妻エリーセ・フリーダ・クララ・フォン・エーベルシュタイン（旧姓はフォン・コッツェ）。父エルンストは裕福な貴族でワーグナーの熱狂的崇拝者であった。そのためザクセン王国王都ドレスデンの王立音楽学校のパトロンになっていた人物である。
1904年から1912年にかけてプロイセン王国のナウムブルク・アン・デア・ザーレの陸軍幼年学校やベルリンのリヒターフェルデの陸軍士官学校へ在学したが、病気を理由に任官を拒否し、ハレ大学に入学して農業と農業経済学を学んだ。
第一次世界大戦の開戦によりプロイセン陸軍第75砲兵連隊に入隊した。1915年には西部戦線で戦う第17歩兵連隊の第3中隊の中隊長となり、連隊指揮官の副官にもなった。大戦中、予備役少尉まで昇進し、一級鉄十字章及び二級鉄十字章を受章した。

### ヴァイマル共和政時代

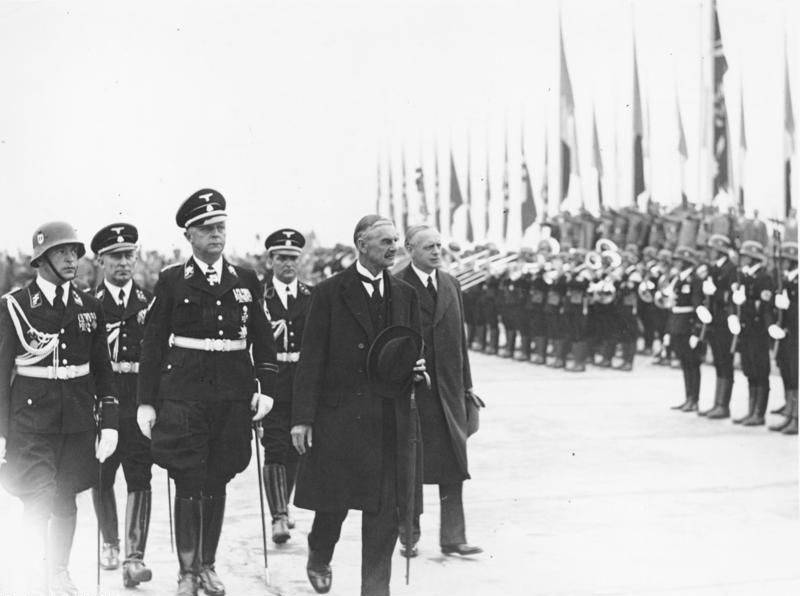
親衛隊部隊を閲兵するネヴィル・チェンバレン英首相とエーベルシュタイン

ドイツの敗戦後、一貫して保守・右翼の政治活動を盛んに行っており、エーベルシュタインは自らを「政治的兵士」と定義していた。
1918年から1920年にはドイツ国家人民党（DNVP）に入党。また1919年から1924年にかけては鉄兜団に入隊し、1924年には鉄兜団でのエーリヒ・ルーデンドルフ将軍の副官となった。
1919年2月から義勇軍（フライコール）の活動にも参加している。はじめ、ヴィッテンベルクを中心にエーベルシュタインの故郷ハレでも活動していたTemplate:ゲオルク・メルカーの義勇軍に参加。さらにその後、義勇軍「ロスバッハ」に加わってヴォルフ＝ハインリヒ・フォン・ヘルドルフ伯爵の副官となった。この間、1919年終わりから1920年3月頃にかけてハレの銀行で働いている。義勇軍「ロスバッハ」の活動で1920年3月にはカップ一揆に参加した。1921年4月から5月の間という短期間、ハレの保護警察に志願入隊した。続いて1921年5月から9月にかけては義勇軍「上シュレージエン自衛団」 に参加してポーランド人のシレジア蜂起の鎮圧戦に参加した。
中央ドイツのナチス党の原型となる「緊急同盟」にも入り、1922年10月に国家社会主義ドイツ労働者党（ナチス党）に入党した。ミュンヘン一揆の失敗でナチ党が禁止されて一時解散した後もナチ党の偽装組織「プロイセン国家社会主義自由運動」や突撃隊（SA）の偽装組織「フロントバン」などに参加した。1925年8月17日、再建されたナチス党に再度入党。1925年11月30日から名目上ナチ党の籍を離れて、オールドルフの陸軍の訓練場で民間管理官として働いた。しかしナチ党の活動が発覚し、1927年に解雇された。1928年から1929年頃にはゴータで自らの会社を起こして経営していた。1929年2月1日にナチ党の籍に戻った。

### 親衛隊
1929年4月1日、創設されたばかりの親衛隊（SS）に入隊（隊員番号も1386と若い）、ハインリヒ・ヒムラーの側近となり、ヒムラーが親衛隊全国指導者となると彼も親衛隊の幹部となった。ヒムラーがエーベルシュタインを重用していたのは彼を通して貴族層の支持をナチス党に集めたかったからという。1931年6月には同じハレの出身で海軍を除隊されたばかりのラインハルト・ハイドリヒをヒムラーにひきわせて入党を薦めた。ラインハルト・ハイドリヒの代父母がエーベルシュタインの両親という深い間柄であった。
1930年5月から1931年1月にかけてはナチ党のゴータ市の市議会議員となった。1932年9月には突撃隊中将となったが、1933年2月には突撃隊を去り、以降は親衛隊の業務に専念した。1933年3月5日の選挙で国会議員に当選している。1933年2月から9月にかけて親衛隊地区18(SS-Abschnitt XVIII)(ヴァイマル)の指導者となる。1934年5月から1936年4月にかけて親衛隊上級地区「エルベ」（SS-Oberabschnitt "Elbe"）の指導者に任命された。またこれと並行して1934年12月から1936年3月にかけてドレスデン・バウツェンの知事をつとめた。1936年1月に親衛隊大将となる。
1936年4月から1945年4月20日にかけて親衛隊上級地区「南方」（ミュンヘンを中心にドイツ南方地域）の指導者となる。併行してミュンヘン警察長官にも任じられる。この間の1938年4月から1942年12月にかけて「マイン川」親衛隊及び警察高級指導者（ニュルンベルクを中心にドイツ南部州管轄。ミュンヘンのバイエルン州も含まれる）を兼務した。1942年10月から1945年4月にはバイエルン州内務省にも勤務した。
こうした地位に基づきバイエルン州やミュンヘンの親衛隊と警察を支配下に置くエーベルシュタインは、ミュンヘン郊外のダッハウ強制収容所の運営にも大きな責任を負っている。1938年11月におきた水晶の夜（クリスタルナハト）事件の際にも当時保安警察長官になっていたハイドリヒから電報で指示を受けて一連の反ユダヤ主義暴動を鎮圧しないよう現地の警察官に指示を出している（金品の略奪を除く）。
1941年4月に警察大将となる。1944年7月に武装親衛隊大将の階級も与えられる。しかし大戦末期の1945年4月には総統官房長マルティン・ボルマンの命令で「敗北主義者」として全官位を剥奪されている。その理由は、ダッハウ強制収容所の囚人殺害命令を拒否したためとされる。
戦後、連合軍により逮捕され、ニュルンベルク裁判で証人として出廷させられた。1948年に非ナチ化法廷にかけられ、財産の30%を没収されたが、すでに3年近く連合軍に拘禁されていたため刑務所送りは免除された。1979年にバイエルン州で死去した。

## キャリア

### 階級
- 1929年4月1日、親衛隊少尉[10]
- 1931年2月1日、親衛隊大佐[10]
- 1931年2月1日、突撃隊大佐[10]
- 1931年9月15日、親衛隊上級大佐[10]
- 1931年9月15日、突撃隊上級大佐[10]
- 1932年9月1日、親衛隊中将[10]
- 1932年9月1日、突撃隊中将[10]
- 1936年1月30日、親衛隊大将[10]
- 1941年4月8日、警察大将[10]
- 1944年7月1日、武装親衛隊大将[10]

### 受章
- 一級鉄十字章[10]
- 二級鉄十字章[10]
- 前線戦士名誉十字章
- 黄金ナチ党員バッジ[10]
- ナチ党勤続章銀章[10]
- 親衛隊勤続章
- 親衛隊全国指導者名誉長剣
- 親衛隊名誉リング
- 一級及び二級剣付き戦功十字章[10]
- 剣付きローマ鷲大十字勲章